# Till the World Ends
«Till the World Ends» (с англ. — «До Конца Света») — второй сингл поп-певицы Бритни Спирс с альбома Femme Fatale. Релиз сингла был запланирован на 11 марта 2011 года. Но из-за утечки песни в Интернет певица презентовала его 4 марта, посетив радиошоу Райана Сикреста.
Автором песни стала американская певица Кеша. Ранее Кеша уже работала с Бритни для альбома Circus: прописывала бэк-вокал для песни «Lace And Leather».

## Видеоклип
Съемки видеоклипа продолжались 17 и 18 марта 2011 года в Лос-Анджелесе. Режиссёром клипа стал Рэй Кей. Премьера клипа состоялась 6 апреля 2011 на официальном YouTube канале Бритни Спирс. Существуют две версии клипа: первая, основная версия более апокалиптическая, с сюжетной линией, где урежут часть хореографии; вторая часть, специальная версия клипа для фанатов. В ней будет больше хореографии с Бритни.

### Сюжет клипа
Действие в клипе происходит 21 декабря 2012 года. Приближается момент апокалипсиса или ядерной войны, все люди прячутся в подземном бункере, где их встречает Бритни. Они начинают танцевать, в то время, как город рушится. Стены бункера начинают расшатываться, но тут из щели в потолке светит солнечный луч, и начинает литься вода. Метеориты или ядерная ракета, которые должны были упасть на Землю, в последний момент отклонились от курса. Бритни открывает крышку бункера и вылезает на улицу.

## Интересные факты
- 3 марта 2011 года произошла утечка песни в Интернет.
- Бритни Спирс совместно с радиостанцией 96.1kiss проводила конкурс «Ultimate Britney Spears Fan Experience», главным призом которого станет встреча с Бритни и участие в её видеоклипе на песню[5][6].
- В апреле вышел ремикс на песню с участием Кеши и Ники Минаж.

## Рецензии
Рецензия от «OK! Magazine (UK)»:

Till The World Ends" — новая песня, которая быстро взберется в чартах, и которая показывает сексапильную Бритни в танцах и умении проникнуть на танцпол

Рецензия от New York News:

Бритни слегка пошатнула стены штаб-квартиры «PopWrap» со своим синглом «Hold It Against Me», но сегодня новый трек «Till The World Ends» просочился в сеть и наши стены рухнули

Рецензия от Los Angeles Times:

Как и его предшественник, «Hold It Against Me», главная цель Спирс с её нового сингла, кажется, поддержание зажигательных тел на танцполе. И мы не обвиняем её, поскольку яркая песня действительно заставляет вас захотеть захватить и поразить клубы. Судя по материалу, который поклонники могли услышать на сегодняшний момент, она серьёзно относится к постановке альбома как танцевального, ещё раз доказывая, что её имя остается популярным — независимо от того, где она мысленно

Рецензия от AOL :

После припева, пульсирующие удары приносят ещё больше скорости и «whoa-oh-oh-oh» — как вокальные петли водоворота добавляются в другой слой, сладостно-ласкающий слух

## Список композиций
- Цифровая дистрибуция[11]

| №  | Название              | Длительность |
| -- | --------------------- | ------------ |
| 1. | «Till the World Ends» | 3:58         |

- Немецкий CD сингл[12]

| №  | Название                             | Длительность |
| -- | ------------------------------------ | ------------ |
| 1. | «Till the World Ends»                | 3:57         |
| 2. | «Till the World Ends» (Instrumental) | 3:57         |

- Цифровая дистрибуция — Ремиксы[13]

| №  | Название                                                | Длительность |
| -- | ------------------------------------------------------- | ------------ |
| 1. | «Till the World Ends»                                   | 3:58         |
| 2. | «Till the World Ends» (Bloody Beatroots Extended Remix) | 4:06         |
| 3. | «Till the World Ends» (White Sea Extended Club Remix)   | 4:50         |
| 4. | «Till the World Ends» (Kik Klap Radio Remix)            | 3:41         |
| 5. | «Till the World Ends» (Alex Suarez Radio Remix)         | 3:56         |
| 6. | «Till the World Ends» (Friscia and Lamboy Club Remix)   | 9:57         |
| 7. | «Till the World Ends» (Varsity Team Radio Remix)        | 4:15         |
| 8. | «Till the World Ends» (Karmatronic Extended Club Remix) | 6:47         |

- Цифровая дистрибуция— Ремикс[14]

| №  | Название                                                                       | Длительность |
| -- | ------------------------------------------------------------------------------ | ------------ |
| 1. | «Till the World Ends» (The Femme Fatale Remix featuring Nicki Minaj and Kesha) | 4:44         |

- Цифровая дистрибуция — Four Pack[15]

| №  | Название                                                                       | Длительность |
| -- | ------------------------------------------------------------------------------ | ------------ |
| 1. | «Till the World Ends» (The Femme Fatale Remix featuring Nicki Minaj and Kesha) | 4:44         |
| 2. | «Till the World Ends» (Culture Shock Remix)                                    | 4:02         |
| 3. | «Dance Till the World Ends» (Video)                                            | 3:52         |
| 4. | «Till the World Ends» (Culture Shock Remix [Video])                            | 3:59         |

## Чарты и сертификации
| Чарт (2011)                              | Высшая позиция |
| ---------------------------------------- | -------------- |
| Австралия (ARIA)                         | 8              |
| Австрия (Ö3 Austria Top 75)              | 43             |
| Бельгия/Фландрия (Ultratop 50)           | 12             |
| Бельгия/Валлония (Ultratop 50)           | 6              |
| Brazil (Billboard Hot 100)               | 19             |
| Brazil (Billboard Hot Pop Songs)         | 1              |
| Канада (Billboard Canadian Hot 100)      | 4              |
| Croatia (Airplay Radio Chart)            | 2              |
| Чехия (Rádio — Top 100)                  | 19             |
| Дания (Tracklisten)                      | 7              |
| Финляндия (Suomen virallinen lista)      | 6              |
| Франция (SNEP)                           | 8              |
| Германия (GfK)                           | 27             |
| Греция (Billboard Greek Airplay)         | 13             |
| Ирландия (IRMA)                          | 7              |
| Израиль (Media Forest)                   | 6              |
| Italy (FIMI)                             | 30             |
| Нидерланды (Single Top 100)              | 29             |
| New Zealand (RIANZ)                      | 10             |
| Норвегия (VG-lista)                      | 2              |
| Poland (ZPAV)                            | 1              |
| Шотландия (OCC Scotland)                 | 17             |
| Slovakia (IFPI)                          | 8              |
| South Korea (GAON) (International Chart) | 1              |
| Испания (PROMUSICAE)                     | 11             |
| Sweden (Sverigetopplistan)               | 4              |
| Россия Russian Airplay Chart             | 1              |
| Швейцария (Schweizer Hitparade)          | 7              |
| Великобритания (OCC UK Singles)          | 21             |
| США (Billboard Hot 100)                  | 3              |
| США (Billboard Pop Airplay)              | 4              |
| США (Billboard Dance Club Songs)         | 1              |
| США (Billboard Adult Pop Airplay)        | 19             |

| Страна         | Сертификат    |
| -------------- | ------------- |
| Австралия      | 2x платиновый |
| Бельгия        | золотой       |
| Дания          | золотой       |
| Италия         | золотой       |
| Новая Зеландия | золотой       |
| Швеция         | 3x платиновый |
| Швейцария      | золотой       |
| США            | 2x платиновый |

| Чарт (2011)                         | Место |
| ----------------------------------- | ----- |
| Australian Singles Chart            | 71    |
| Belgian Singles Chart (Flanders)    | 45    |
| Belgian Singles Chart (Wallonia)    | 21    |
| Canadian Hot 100                    | 26    |
| Croatian Airplay Radio Chart        | 29    |
| Danish Singles Chart                | 50    |
| France Singles Chart                | 26    |
| Россия (Love Radio)                 | 18    |
| Россия (Европа Плюс)                | 29    |
| Spanish Singles Chart               | 37    |
| Spanish Singles Chart (Airplay)     | 20    |
| Sweden Singles Chart                | 51    |
| Swiss Singles Chart                 | 49    |
| UK Singles Chart                    | 143   |
| US Billboard Hot 100                | 27    |
| US Billboard Digital Songs          | 26    |
| US Billboard Pop Songs              | 16    |
| US Billboard Radio Songs            | 25    |
| US Hot Dance Club Songs (Billboard) | 17    |

## Хронология релизов
| Регион         | Дата           | Формат                          | Лейбл        |
| -------------- | -------------- | ------------------------------- | ------------ |
| США            | 4 марта 2011   | Radio premiere                  | Jive Records |
| США            | 4 марта 2011   | Digital download                | Jive Records |
| США            | 4 марта 2011   | Digital download                | Jive Records |
| Великобритания | 4 марта 2011   |                                 | Jive Records |
| США            | 7 марта 2011   | Mainstream radio                | Jive Records |
| Germany        | 11 марта 2011  | Digital download                | Jive Records |
| Germany        | 15 апреля 2011 | CD single                       | Jive Records |
| США            | 15 апреля 2011 | Digital download — remixes      | Jive Records |
| Бразилия       | 18 апреля 2011 | Digital download — remixes      | Jive Records |
| США            | 22 апреля 2011 | Digital download — remix single | Jive Records |